# Buse à queue blanche
Geranoaetus albicaudatus
Espèce
Répartition géographique
Statut de conservation UICN

 LC  : Préoccupation mineure
Statut CITES
La Buse à queue blanche (Geranoaetus albicaudatus, anciennement Buteo albicaudatus) est une espèce de buse. Le terme buse est le nom vernaculaire donné à certains rapaces de la famille des Accipitridae.

## Répartition et sous-espèces
Son aire s'étend du sud du Texas au centre de l'Argentine.
D'après la classification de référence (version 14.1, 2024) de l'Union internationale des ornithologues, la Buse à queue blanche possède 3 sous-espèces (ordre philogénique) : 
- Geranoaetus albicaudatus hypospodius (Gurney, JH Sr, 1876) : du sud du Texas au nord-ouest de l'Amérique du Sud ;
- Geranoaetus albicaudatus colonus (Berlepsch, 1892) : Aruba, Curaçao, Bonaire et nord de l'Amérique du Sud ;
- Geranoaetus albicaudatus albicaudatus (Vieillot, 1816) : centre et est de l'Amérique du Sud.